# Frederick (Colorado)
Frederick is een plaats (town) in de Amerikaanse staat Colorado, en valt bestuurlijk gezien onder Weld County.

## Demografie
Bij de volkstelling in 2000 werd het aantal inwoners vastgesteld op 2467.
In 2006 is het aantal inwoners door het United States Census Bureau geschat op 7395, een stijging van 4928 (199.8%).

## Geografie
Volgens het United States Census Bureau beslaat de plaats een oppervlakte van
22,5 km², waarvan 22,3 km² land en 0,2 km² water. Frederick ligt op ongeveer 1557 m boven zeeniveau.

## Plaatsen in de nabije omgeving
De onderstaande figuur toont nabijgelegen plaatsen in een straal van 16 km rond Frederick.